# Stanley Chambers
Stanley Chambers (13. september 1910 i London – august 1991) var en britisk cykelrytter som deltog i de olympiske lege 1932 i Los Angeles.
Perrin vandt en sølvmedalje i banecykling i 1932 i Los Angeles. Sammen med sin bror Ernest Chambers kom han på en andenplads i konkurrencen i tandem efter Louis Chaillot/Maurice Perrin fra Frankrig. Willy Gervin/Harald Christensen fra Danmark kom på en tredjeplads.